# Friedrich Karl Georg Rumpf
Friedrich Karl Georg Rumpf, Rufname Fritz Rumpf, (* 5. Januar 1888 in Charlottenburg; † 13. Mai 1949 in Potsdam) war ein deutscher Zeichner, Volkskundler und Japanologe.

## Leben

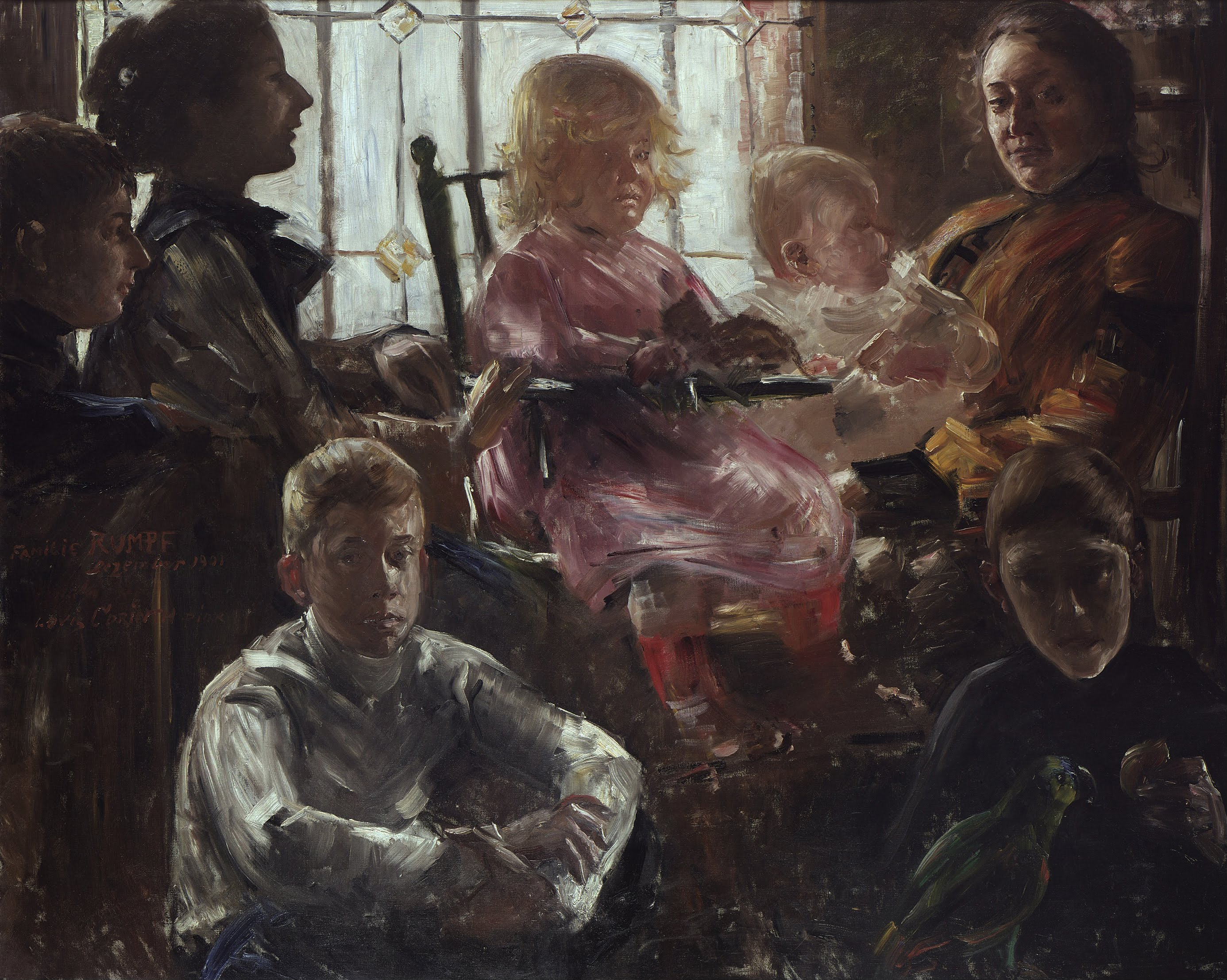
Frau Margarethe Rumpf mit den sechs Kindern auf einer Empore im Esszimmer sitzend, 1901 von Lovis Corinth

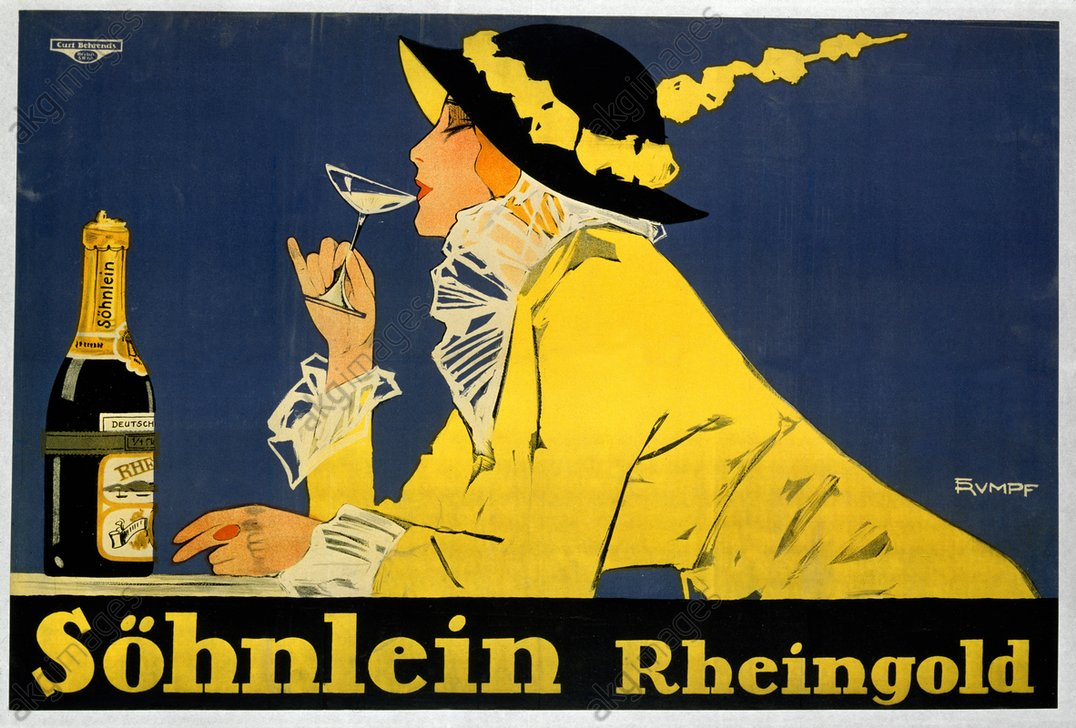
Werbeplakat für Söhnlein Rheingold (um 1910)

Fritz Rumpf der Jüngere war Sohn des Potsdamer Malers Fritz Rumpf der Ältere. Er wuchs in Potsdam auf und lernte als 15-Jähriger von einem japanischen Offizier, der an der Potsdamer Kriegsschule hospitierte, Japanisch. Nach der Mittleren Reife studierte er an der Königlichen Kunstschule Berlin bei Philipp Franck und Maximilian Schäfer und legte die Prüfung als Zeichenlehrer ab. Seinen Wehrdienst als Einjährig-Freiwilliger leistete er 1907/1908 in Tsingtau im Pachtgebiet Kiautschou ab. Nach dem Wehrdienst zog es ihn nach Japan, wo er sich bei Igami Bonkotsu (1875–1933) im japanischen Farbholzschnitt versuchte. Ab 1910 setzte er seine Studien an der Königlichen Kunstschule bei Emil Orlik fort. 1911/1912 studierte er, zusammen mit seinem jüngeren Bruder Andreas, dem späteren Klassischen Archäologen, in Paris. Doch Paris langweilte ihn, er hatte Sehnsucht nach Ostasien. 1913 reiste er erneut zu einer Reserveübung nach China und nach deren Abschluss wiederum nach Japan. Zu Beginn des Ersten Weltkrieges wurde Rumpf als Unteroffizier der Reserve zur Schweren Feldhaubitzen-Batterie bzw. zur Reserve-Feldbatterie in Tsingtau eingezogen.
Nach der deutschen Kapitulation vor der Kaiserlich Japanischen Armee im November 1914 ging er in japanische Kriegsgefangenschaft und wurde in den Lagern Ōita und Narashino interniert. Im Lager Ōita verfasste er mit dem Lübecker Zeichner und Gebrauchsgrafiker Charles Derlien (1891–1962) das Oita-Gelbbuch mit Reimen und Illustrationen über das Lagerleben. Das Oita-Gelbbuch wurde allerdings erst im Lager Narashino gedruckt. Erst Anfang 1920 wurde er aus der Kriegsgefangenschaft entlassen.
Nach Deutschland zurückgekehrt, heiratete er im selben Jahr Alice Heller, seine Freundin seit den Jahren an der Kunstschule. 1925 nahm er nach bestandener Begabtenprüfung das Studium der Kunstgeschichte bei Adolph Goldschmidt an der Universität Berlin auf. 1931 wurde er bei Otto Kümmel mit einer Dissertation über Das Isemonogatari von 1608 zum Dr. phil. promoviert. Er war Mitarbeiter des 1926 gegründeten Japaninstitutes Berlin, für das er mehrere Japanreisen unternahm. Bei der Reise 1927/28 begleitete ihn der Kunstsammler Felix Tikotin. Seit 1940 leistete er aufgrund seiner Sprachkenntnisse den Kriegsdienst bei der Auslands-Briefprüfstelle (= Gruppe III N im Amt Ausland/Abwehr), zunächst in Berlin, dann, bis 1944, in Paris.
Seine Tochter war die Volkskundlerin und Bibliothekarin Marianne Rumpf. 
Teile seiner privaten Sammlungen gingen in den Berliner Museumsbesitz über. Seine umfassende Privatbibliothek wurde 1950 an die Universitätsbibliothek der Freien Universität Berlin verkauft.

## Schriften (Auswahl)
Ein vollständiges Schriftenverzeichnis findet sich bei Hartmut Walravens: Schriftenverzeichnis Fritz Rumpf. In: Hartmut Walravens (Hrsg.): Du verstehst unsere Herzen gut. Fritz Rumpf (1888-1949) im Spannungsfeld der deutsch-japanischen Kulturbeziehungen. Weinheim 1989, S. 201–210.
- Wenns die Soldaten durch die Stadt marschieren ... Soldatenlieder, gesammelt und mit 19 vielfarbigen handkolorierten Bildern versehen. Reiss, Berlin 1913
- Spielzeug der Völker. Kunst-Verlag, Berlin 1922–1925 (in mehreren Mappen erschienen)
- Die Anfänge des japanischen Farbenholzschnittes in Edo. In: Ostasiatische Zeitschrift. NF 1, 1924, S. 31–50
- Meister des japanischen Farbenholzschnittes. Neues über ihr Leben und ihre Werke. de Gruyter, Berlin 1924
- Frühe japanische Holzschnitte: 25 Blätter in Faksimile-Lichtdruck aus der Sammlung Toni Straus-Negbaur, Berlin. Propyläen-Verlag, Berlin 1925
- Japanische Gespenster. Katalog zur Ausstellung bei Felix Tikotin, April 1927
- mit Curt Glaser: Sammlung Tony Straus-Negbaur. Japanische Farbenholzschnitte des 17. bis 19. Jahrhunderts. Verlag Paul Cassirer und Hugo Helbing, Berlin 1928
- Über japanische Märchen. In: Yamato. Zeitschrift der Deutsch-Japanischen Arbeitsgemeinschaft, Jg. 1, 1929, S. 188–195 und 249–262; Jg. 2 (1930), S. 53–84.
- Zur Geschichte des japanischen Theaters. In: Curt Glaser (Hrsg.): Japanisches Theater. Würfel Verlag, Berlin-Lankwitz 1930, S. 21–150
- Beiträge zur Geschichte der drei Holzschnittzeichnerschulen Torii, Okumura und Nishimura. In: Ostasiatische Zeitschrift. NF 6, 1930, S. 16–31 und 87–101
- Bilder der Ukiyo-e-Meister. Katalog zur Ausstellung bei Tikotin, September/Oktober 1931. Würfel Verlag, Berlin-Lankwitz 1931
- Sharaku. Würfel Verlag, Berlin-Lankwitz 1932
- Das Ise Monogatari von 1608 und sein Einfluß auf die Buchillustration des 17. Jahrhunderts in Japan. Würfel Verlag, Berlin-Lankwitz 1932
- Über japanische Märchen. Hagoromo (Das Federkleid). In: T'oung Pao, Jg. 33, 1937, S. 220–267
- Das Soldatenkleid. In: Bernhard Schwertfeger, Erich Otto Volkmann (Hrsg.): Die deutsche Soldatenkunde, Band I (Textband). Bibliographisches Institut, Leipzig 1937, S. 352–399
- Volksmärchen aus Japan. Hyperion-Verlag, Berlin 1938
- Japanische Volksmärchen. Diederichs, Jena 1938
- Das ältere Japan. In: Willy Andreas (Hrsg.): Die neue Propyläen-Weltgeschichte. Propyläen-Verlag, Berlin 1940, S. 549–572
- mit Lore von Recklinghausen: Vom liebenden und vielgeliebten Soldaten. Ein Liederbuch mit Bildern. Propyläen-Verlag, Berlin 1941
- (Hrsg.): Fujijama, der ewige Berg Japans. 36 Holzschnitte von Hokusai. Japaninstitut Berlin und Museum für Kunst und Gewerbe Hamburg 1937; Neuausgabe: Insel-Verlag, Leipzig 1956